# 植物の権利
植物の権利（しょくぶつのけんり、英語:Plant rights）とは植物が持つ権利である。このような論点はしばしば動物の権利や生命中心主義に関連して上げられる。

## 思想
動物の権利は植物にまで拡張しうるかどうかの疑問に関して、哲学者のトム・リーガンは、動物には彼が「生命の主題 (subjects-of-a-life) 」と称する意識があるため、権利を保有していると主張している。彼は、これは植物には適用できず、たとえ植物に権利があったとしても、動物を飼育するのに植物を使用するのだから、それでも肉を食べるのを控えることは道徳的であると主張している。哲学者のマイケル・マーダーによると、植物には権利があるはずだとする考えは「植物の主観性」に由来し、人間の人格とは区別されるものだという。哲学者のポール・テイラーはすべての命に内在的価値があると考え、植物への尊重を論じているが、植物に権利を認めてはいない。調査ジャーナリストのI・F・ストーンの息子、クリスティファー・D・ストーンは「樹木の当事者適格（原題:Should Trees Have Standing?）」と題された1972年の論文で法人に権利があるなら、樹木のような自然のものも同様であるべきだと唱えた。
イギリスの作家サミュエル・バトラーは自著エレホンにおいて「野菜の権利に関連するエレホン人の哲学者の視点」なる１章を載せた。

### 倫理と道徳
直接「権利」と訴えないものの、マシュー・ホールは植物は人間の道徳的考慮範囲内に含まれるべきだと主張した。彼の『人格としての植物：哲学的植物学（原題:Plants as Persons: A Philosophical Botany）』では西洋哲学における植物の道徳的背景を議論し、これを土着の文化含む他の慣例と対照しており、植物を尊重と配慮を受けるにふさわしい、人間的活動を行う知的な存在であると認識している。ホールは「植物は自己と非自己の認識を含む複雑かつ適応性のある振る舞いができる、自発的で知覚的な有機物だ」とある植物神経生物学に基づく主張で植物の倫理的配慮を求める声を後押しした。

## 科学的論争
植物生理学の研究において、植物は環境の変化を認識するメカニズムを持っていると理解されている。この植物の知覚の定義は、同じく植物の知覚 (超常的)とも呼ばれる、植物には感情を生じる能力があるという考えとは別のものである。植物の知性に加え、この後の構想は、ドイツの実験心理学者グスタフ・フェヒナーが植物は感情を持ち、その一つは会話や気配り、愛情で健康な成長を促進できたと示唆した1848年まで辿ることができる。

2008年、人間以外のバイオテクノロジーに関するスイスの非ヒトバイオテクノロジーのための連邦倫理委員会は、植物に対する生物の尊厳（The dignity of living beings with regard to plants）について科学的データを分析と議論をした。結果としては、委員会の満場一致で、植物への恣意的な害は道徳的に許されないとし、また、多くの委員は道徳的理由から植物の全てを欲望のままに扱うとこはできないとし、少数の委員は植物の扱いに制限はないとした。一方、多くの委員は植物を人間の自己保存のために利用することは適切であり、予防措置の原則に従う限り、道徳的に正当化されると考えられるとした。参加メンバーである生物学者のFlorianne Koechlinは、
植物が尊厳を持つ権利があるということで、その利用を減少させたり制限したりするべきではないし、研究も禁止されるべきでもない。動物の尊厳を認めることで、動物を食物連鎖から排除したり、動物研究を禁止したりすることを意味しないのと同様に、尊厳とは、動物と同様に植物に関しては、比例原則を考慮しなければならないということを意味する。したがって、植物の尊厳は絶対的な価値ではなく、道徳的に関連する利益のバランスによって達成される。すなわち、植物の利益は人間の利益と比較されるべきである。—Florianne Koechlin、The dignity of plants。
と結論づけている。

## 法律上の論争

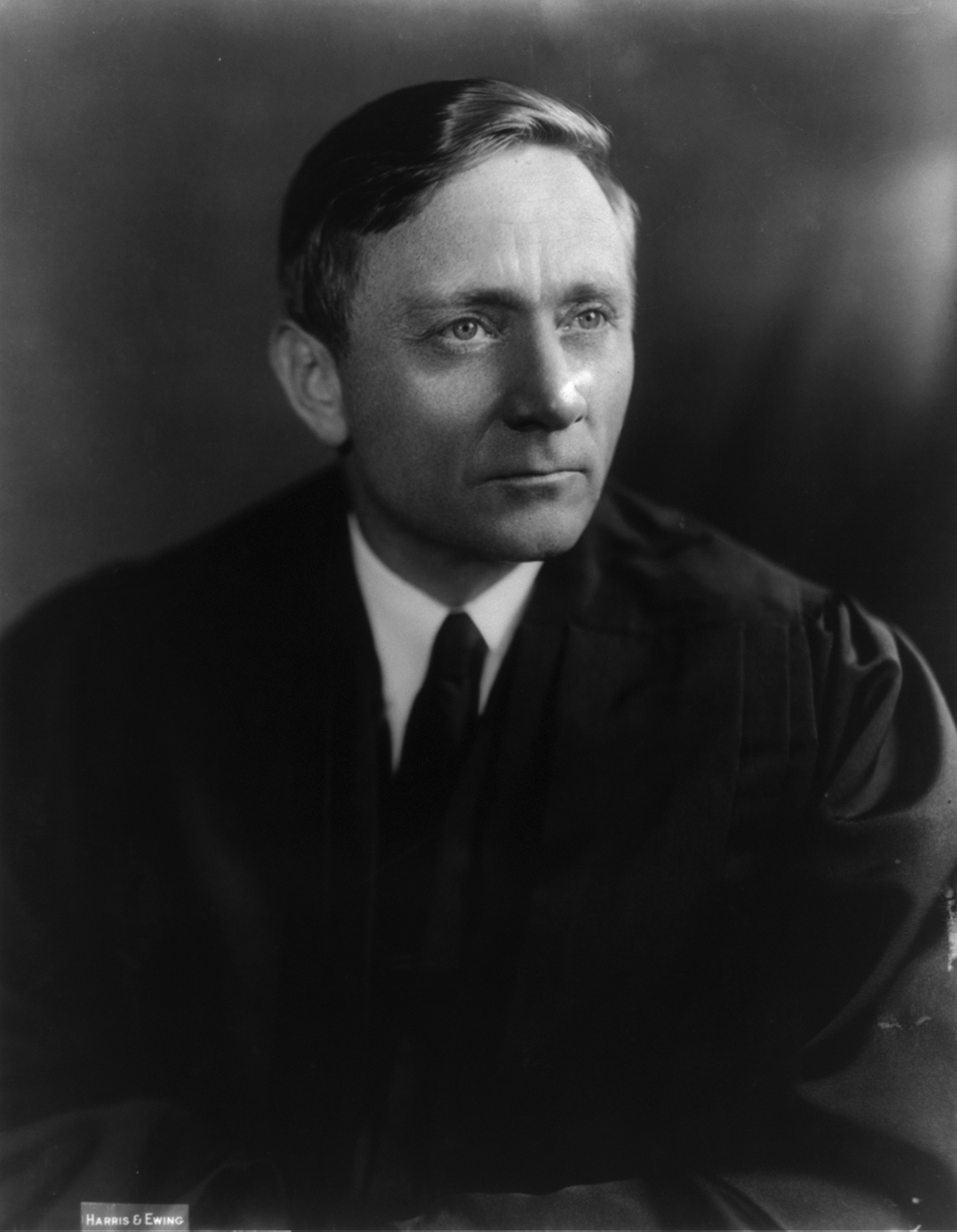
植物の当事者資格についての著名な異議の著者ウィリアム・オービル・ダグラス判事。

合衆国最高裁判所による1972年のシエラクラブ対モートン事件の判決の少数意見において、ウィリアム・オービル・ダグラス判事は植物が当事者適格を持っているかについて記述した。
| 「 | 無生物は時に訴訟の当事者である。船舶が法人格を有するという虚構は海事において有益である……。そのため、谷、高山草原、川、湖、河口、海岸、尾根、林、沼地、また現代の技術や現代の生活の破壊的な圧力を感じる空気にさえ関連すべきである。 ……ここで命なきものの声が黙っているわけにはいかない。 | 」 |

スイス連邦憲法には動物や植物、その他の有機体を扱うとき創造物の尊厳の考慮を要求する規定が含まれており、連邦参事会は植物の尊厳はどのように保護されるべきかに関係する倫理的研究を行った。植物の単一的争点を掲げた党がオランダの2010年の議会選挙に出馬した。このような憂慮は現代文化が「批判的に考えたり、とるに足らない倫理的憂慮と真剣なものを区別する能力を失わさせる」ものである証拠として批判された。
2012年に、ニュージーランドの川は、その権利を守るために法に訴えるために、（監視者経由で）当事者である人間であると宣言された。